# Erzsébet Radó-Révész
Erzsébet Radó-Révész, im Deutschen auch Elisabeth Radó–Révész, geborene Révész (* 3. Oktober 1887 in Nagyvarad, Österreich-Ungarn; † Anfang 1923 in Budapest), war eine ungarische Nervenärztin, Psychoanalytikerin und Mitglied der Wiener Psychoanalytischen Vereinigung. 

## Leben
Erzsébet Révész studierte Medizin in Budapest und spezialisierte sich in Neurologie und Psychiatrie. Sie arbeitete als Nervenärztin in Ungarn und wurde im Jahr 1917 Gast der Wiener Psychoanalytischen Vereinigung (WPV). Im Jahr 1918 kam sie ganz nach Wien, um eine Psychoanalyse bei Sigmund Freud zu machen. Am 17. April 1918 wurde sie in die Wiener Psychoanalytische Vereinigung aufgenommen. Im September 1918 nahm Révész am 5. Internationalen Psychoanalytischen Kongress in Budapest als Mitglied der ungarischen Gruppe teil. Während des Ersten Weltkriegs hatte die Ungarländische Psychoanalytische Vereinigung keine Sitzungen abgehalten. Im März 1919 hielt Erzsébet Révész in der Budapester Vereinigung einen Vortrag über die „Psychoanalyse eines Falles von Kleptomanie“. Ebenfalls im Jahr 1919 heiratete sie den ungarischen Psychoanalytiker Sándor Radó. Radó war Sekretär der Budapester Gruppe. Erzsébet Radó-Révesz arbeitete in Budapest als erfolgreiche Lehrpsychoanalytikerin. Im Februar 1921 wurde sie Bibliothekarin der Vereinsbibliothek der Budapester Gruppe. 1922 folgten zwei weitere Vorträge in der Budapester psychoanalytischen Vereinigung mit den Themen „Ein Fall von menstrueller Depression“ und „Zur Phylogenese des Globus hystericus.“ Im Jahr 1923 wurde Erzsébet Radó-Révész Patientin von Sándor Ferenczi und absolvierte bei diesem eine weitere Psychoanalyse. Nach dem Tod ihres Vaters verfiel Radó-Révész, die im sechsten Monat schwanger war, in eine progressive perniziöse Anämie. Als die Patienten nurmehr 600.000 Rote Blutkörperchen hatte, wurde eine Sectio caesarea durchgeführt. Erzsébet Radó-Révész überlebte diesen Kaiserschnitt nur um zwei Tage. Das Kind verstarb nach acht Tagen. Ihr Mann weilte während dieser Zeit in Berlin. Erzsébet Radó-Révész gehörte zu den hoffnungsvollsten Mitgliedern der Budapester Gruppe. Durch ihren frühen Tod blieb ihr psychoanalytisches Lebenswerk unvollendet. 
Der ungarische Psychoanalytiker Imre Hermann (1889–1984) absolvierte seine Lehranalyse bei Radó-Révész. Nach ihrem plötzlichen Tod wechselte er zu Sándor Ferenczi.